# Trentèus
Trentels (en francès Trentels) és un municipi francès situat al departament d'Òlt i Garona i a la regió de la Nova Aquitània.

## Demografia
| 1962                                       | 1968 | 1975 | 1982 | 1990 | 1999 | 2007 |
| ------------------------------------------ | ---- | ---- | ---- | ---- | ---- | ---- |
| 849                                        | 886  | 916  | 801  | 836  | 825  | 817  |
| Des de 1962: població sense dobles comptes |      |      |      |      |      |      |

## Administració
| Període   | Identitat          | Partit |
| --------- | ------------------ | ------ |
| 1983-2008 | André Bonneilh     |        |
| 2008-     | Jean Claude Collie |        |

## Agermanaments
- Walhain